# 崔曙海
崔 曙海（さい しょかい、1901年1月21日‐1932年7月9日）は朝鮮の小説家。本名は崔 鶴松。苦悶する朝鮮を描く崔の筆は、自身の貧困と土台とした体験文学として朝鮮文壇に新風を起こした。新傾向派と称され、朝鮮の貧困を描いた作家である。

## 略歴
1901年1月21日、咸鏡北道城津に生まれる。幼名は苧谷。父は漢方医であり、崔は幼い頃に父から漢文を学ぶ。父は1910年頃に家族を置いて満州に行ってしまう。崔は城津普通学校に入学し、5年生で中退する。これが崔の最終学歴となった。幼い頃から小説を読むことが好きで、古今の小説を読み漁った。17歳のとき、李光洙の『無情』を読んで感動し、李に手紙を書いてもいる。
1917年、崔は朝鮮での貧困に耐えかねて、母と共に間島に移住する。しかし、そこで豊かな生活を得ることはなく、生きるために日雇い人夫で生活をつないだ。この頃の体験は『脱出記』に綴られている。1920年に結婚するが、すぐに離婚、別の嫁を貰うが、亡くなってしまう。3度目の結婚で、娘、白琴をもうけるが、生活はなお非常に厳しく、母と妻と娘を食べさせるため、できる仕事は何でもした。過労のため胃病を患い、結局、この胃病が崔の寿命を蝕むこととなる。胃病の苦痛から逃れようと阿片を常用し、中毒者になっていた。1923年、間島での生活を諦め、母と妻子を連れて朝鮮に戻る。国境近くの町で仕事をして生活した。この頃、北鮮日日新聞に「自信」という詩を投稿する。このときから曙海という筆名を使い始めた。その町での生活がうまくいくかに思われたが、ある日の暴風雨によって崔の家は崩壊し、またも路上に迷うことになる。仕方なく、母は平安道へ、妻と娘は城津に送り、崔は放浪することになる。
1924年、崔は李光洙に手紙を書き、上京するから身の事を世話してほしいと頼んだ。これに対して、李は上京しても苦労するだけだから辛抱して時機を見計らうよう返事を送ったが、崔は決心し、ソウルに向かう。11月、李光洙を訪ねる。李は崔を家においてやることはできず、代わりに奉先寺を紹介し、そこで生活するように勧めた。京畿道楊州郡榛接面にあるこの寺で崔は『脱出記』を書き上げた。これが文壇で評価され、『朴乭の死（박돌의 죽음）』『飢餓と殺戮（기아와 살육）』『大水の出た後（큰물진 뒤）』など、次々と作品を発表し、新傾向派文学と賛美を受け、一躍流行作家になる。この頃、KAPFにも加盟するが、崔の文学は政治的な意図よりも生理的、自然発生的なものであったといえる。
1925年1月、奉先寺に住んで3ヶ月足らずで同輩とけんかをし、寺を出る。李光洙の根回しで『朝鮮文壇』の出資者である方仁根の宅に住まわせてもらい、そこで金東仁などの文士と接触する機会を持つ。
1926年4月8日、崔は、朝鮮文壇社の中で、崔南善の媒妁で曹雲の妹である芬麗と結婚する。曹雲とは間島で知り合った後、久しく友人と付き合う仲だった。再び朝鮮文壇社に身を置いて、生活が落ち着くかに思えたが、朝鮮文壇社が経営難で行き詰まり、崔は、筆を頼りに貧しい生活を続けることになる。1929年、学歴のなかった崔に中外日報の記者という仕事が回ってきたが、中外日報社はもう倒産寸前で、崔は2年間、報酬なしのただ働きをする有様だった。1931年に毎日申報の学芸部長に就任するが、もう崔には小説を書く力はなく、胃病に苦しみ、苦しみから逃れるために阿片を常習する状態が続いた。
1932年6月末、寛勲洞にある三乎病院に入院する。7月6日、医専病院に移され、手術が施されたが出血多量で危篤状態になる。李益相、崔文国、朴祥燁、金源珠らが輸血に力を貸すが、ついに、9日午前4時20分、息を引き取った。その遺骸は弥阿里墓地に埋葬され、2年後に文人達によって石碑が建てられた。その後、弥阿里墓地が撤去されるということで、李軒求らによって忘憂里墓地に改葬された。

## 年譜
- 1901年1月21日、咸鏡北道城津に生まれる。
- 1917年、故郷を離れ、間島に行く。
- 1918年、『学之光』に詩を3篇発表。
- 1920年、結婚。すぐに離婚し、結局4度結婚する。
- 1921年、娘、白琴が生まれる。
- 1923年春、間島から帰国。
- 1924年、貧しさのため一家が離散。
- 1924年11月、京畿道楊州郡榛接面の奉先寺に身を寄せる。
- 1925年、奉先寺を離れる。
- 1925年2月、ソウルの東大門外の龍頭里168の1番地にある方仁根宅に下宿する。
- 1927年、朝鮮文壇社に入社するも、すぐに退社する。
- 1927年、長男、白が生まれる。
- 1929年、中外日報の記者になる。
- 1930年、中外日報が倒産。
- 1930年、次男、澤が生まれる。
- 1931年、毎日申報の学芸部長を務める。
- 1932年6月末、鍾路区寛勲洞の三乎病院に入院する。
- 1932年7月9日、死亡。

## 日本語で読める作品
- 三枝壽勝訳「白琴」『朝鮮短篇小説選』岩波書店、1984年
- 劉光石訳「紅焰」『20世紀民衆の世界文学』三友社出版、1990年
- 金学烈訳「飢餓と殺戮」『朝鮮幻想小説傑作集』白水社、1990年
- 安宇植訳「脱出記」『集英社ギャラリー世界の文学20 中国・アジア・アフリカ』集英社、1991年
- 熊木勉訳「毛布」『朝鮮近代文学選集』平凡社、2006年
- 鳥生賢二訳「脱出記」「紅焔」「飢餓と殺戮」「白琴」「毛布」「故国」「拾参円」「パクトリの死」「洪水の後」「金魚」「新しい道を歩む」『崔曙海作品集－脱出記』』海風社、2012年